# Френе, Фредерик де Ла
Фредерик де Ла Френе (фр. Frédéric de Lafresnaye) — французский орнитолог, энтомолог и владелец одной из самых больших коллекций птиц своего времени.

## Биография
Фредерик де Ла Френе, как он назывался сам, принадлежал к одной из виднейших семей Франции, к которым относились историки и судьи Нормандии или высокопоставленные французские офицеры и поэты. Он был потомком поэта Жана Воклена де ла Френе. Его отцом был Ноель Шарль Антуан Андре де Ла френе (1758-1824) — рыцарь королевского военного ордена Святого Людовика, знаменитый ипполог и автор исторических произведений о Нормандии и Фалезе. Его мать умерла 20 июня 1844 года. Уже в ранние годы он преследовал собственные цели, а не следовал примеру своего отца и своих предков. Быстро стало ясно, что его страстью была природа во всём её разнообразии. В начале своей карьеры его внимание было приковано меньше к орнитологии, больше к энтомологии, конхиологии и геологии. Позже он познакомился с молодым естествоиспытателем Леоном Дюфуром, с которым он совершил успешные экспедиции в Пиренеи. Материал, который он собрал тогда, стал основой для его исключительной коллекции. Позже он познакомился с энтомологом Пьером Франсуа Огюстом Дежаном, с которым он состоял в оживлённой переписке и который помог ему пополнить его коллекцию редкими экземплярами. Учёный совершил несколько экспедиций в Альпы. В одной из своих поездок ему выпал случай купить на берегу Лак-дю-Бурже коллекцию европейских птиц. Так в возрасте 42 лет у него созрело решение отдать все свои силы орнитологии и начать карьеру орнитолога. Скромная коллекция стала стартом для одной из самых значительных коллекций птиц Европы. Уже вскоре он написал ценные статьи для многочисленных орнитологических журналов.

## Карьера
Ла Френе считался одним из самых значительных орнитологов своего времени. Его регулярно консультировали его современники, к нему обращались за советом. Его вклад в орнитологию имел большое значение. Наибольшие важные публикации появлялись в «Revue de Zoologie» (1838-1848), «Magazin de Zoologie» (1832-1845), «Revue et Magazin de Zoologie» (1849-1856), «Echo du Monde Savant» (1834-1837), «Séances Publiques» (1832-1836), «Mémoires de la Société Académique» (1836- ?) и «Dictionnaire Universelle d'Histoire Naturelle» (1841-1844). Небольшие публикации появлялись также в «Mémoires de la Société Linneénne», «Ferussac Bulletin», «Congrès Scientifique de France», «Annuaires des cinq départements de l'ancienne Normandie», «Annales de la Société Entomologique», «Proceedings of the Zoological Society of London», «Contributions to Ornithology» (of Wm. Jardine) и других малоизвестных журналах. Много времени он проводил за изучением видов, которые описал Луи Жан Пьер Вьейо в «Nouveau Dictionnaire d'Histoire Naturelle» (1816-1819). Изучив сочинения Феликса де Азара, он обнаружил ошибку в номенклатуре Вьейо. Альсид Дессалин Д’Орбиньи пригласил его к сотрудничеству по определению и классификации большого количества птиц, которых он и другие собиратели и натуралисты из Южной Америки привезли из Америки. Этот опыт пробудил его интерес к американским птицам и он регулярно покупал их у торговцев.
Основной интерес представляли тиранны и отдельно древолазовые. По этому сложному семейству он опубликовал в 1861 году значительный труд «Monographie du genre Dendrocolaptes». В своих публикациях он придавал очень большое значение аналогии и правильной классификации. К тому же он пытался разработать типичные характеристики (например, форма клюва) и ареал.